# 小行星6037
小行星6037（英語：6037）是一颗围绕太阳公转的小行星。1988年3月12日，杰夫·T·阿鲁在帕洛马山发现了此天体。
这颗小行星的绝对星等为241.9627620474428等。